# Diättherapie
Eine Diättherapie (auch Diätotherapie) ist eine spezielle Therapie im Bereich der Ernährung.
Sie richtet sich an Menschen mit ernährungsbezogenen Erkrankungen und kann, je nach den persönlichen Bedürfnissen und dem Krankheitsbild (Indikation) z. B. zuhause, im Krankenhaus oder in einer Pflegeeinrichtung durchgeführt werden.

## Therapeutisches Gespräch
Für das diättherapeutische Gespräch wird häufig auch der Begriff der Diätberatung oder Ernährungsberatung verwendet. Das diättherapeutische Gespräch bezeichnet das Gespräch über die Diättherapie durch den Diätassistenten mit dem Patienten und evtl. den Angehörigen. Gegenstand des Gespräches sind die ärztliche Diätverordnung und die praktische Umsetzung der Diättherapie. Hierbei spielen neben den Vorlieben des Patienten, weitere Therapien (z. B. Sprachtherapie), Medikamente (z. B. Antidiabetika), pflegerische Maßnahmen und die Lebensumstände eine wichtige Rolle. Ein diättherapeutisches Gespräch geschieht immer auf ärztliche Anordnung und besteht in der Regel aus einem Erstgespräch und Folgegesprächen.
Die diättherapeutische Schulung verfolgt den gleichen Ansatz wie das diättherapeutische Gespräch, findet aber in einer Gruppe von Personen mit ähnlichen Krankheitsbildern statt (z. B. bei Diabetes mellitus).

## Diättherapeutische Einstellung
Diese bedeutet das Erstellen und die Berechnung des individuellen Diättherapieplanes durch den Diätassistenten, vor allem bei Sonderdiäten.
Die Erarbeitung eines Diättherapieplanes geschieht durch den Diätassistenten bzw. Ernährungswissenschaftlers in enger Zusammenarbeit mit dem Patienten und den Angehörigen sowie in Rücksprache mit dem Arzt.

## Durchführung der Therapie
Die Diät umfasst die Zufuhr von Lebensmitteln über den Mund. Dies beinhaltet feste Nahrung sowie Getränke, jedoch nicht Medikamente.
In einer Diät können
- bestimmte Lebensmittel verwendet,
- Lebensmittelinhaltsstoffe zugefügt oder weggelassen,
- Nährstoffe in bestimmten Dosierungen zugeführt,
- bestimmte Zubereitungsmethoden/Garverfahren angewendet werden und
- die Darreichungsform wird den individuellen Bedürfnissen angepasst.

## Finanzierung der Diättherapie
Diät ist in Deutschland kein Heilmittel im Sinne der Heilmittelrichtlinie (§ 92 Abs. 1 Nr. 6 des Fünften Buches Sozialgesetzbuch). Über eine gegen diese Richtlinie gerichtete Klage einer selbständigen Diätassistentin aus Köln hat das Bundessozialgericht am 28. Juni 2000 positiv entschieden. Demnach handelt es sich bei der Diättherapie um ein Heilmittel. Des Weiteren beeinträchtigt diesem Urteil nach die Weigerung des gemeinsamen Bundesausschusses (G-BA), in einem förmlichen Verfahren über die Aufnahme der Diättherapie in die Heilmittel- und Hilfsmittelrichtlinie zu entscheiden, die Berufsgruppe der Diätassistenten rechtswidrig in ihrer Berufsfreiheit.
Der G-BA hat über die Aufnahme der Diättherapie in die Heilmittel- und Heilmittelrichtlinie noch nicht entschieden.
Zurzeit wird die Diättherapie über den § 43 SGB V bezuschusst. Es handelt sich aber hierbei um eine Kann-Leistung durch die Krankenkassen, d. h. die Leistung kann nicht vom Patienten eingefordert werden.